# Germán Gutiérrez Cueto
Germán Gutiérrez Cueto (* 8. oder 9. Februar 1883 in Mexiko-Stadt; † 14. Februar 1975) war ein mexikanischer Bildhauer und Maler. Er kam 1968 zur Academia de Artes und zählt zu den Gründungsmitgliedern.

## Biografie
Gutiérrez Cueto stammte väterlicherseits aus einer wohlhabenden, traditionell sozial engagierten und intellektuellen Familie, die ursprünglich aus dem spanischen Kantabrien kam. Seine Mutter war Mexikanerin. Von 1916 bis 1917 erlernte er in Spanien von seiner Cousine María Gutiérrez Blanchard zunächst die Moderne Kunst. Nach einem kurzen Aufenthalt an der Academia de San Carlos setzte er 1919 seine bildhauerischen Studien autodidaktisch fort. 
Er heiratete die Künstlerin Lola Cueto (1897–1978), mit der er zwei Kinder hatte. Mit ihr ging er von 1927 bis 1932 nach Paris, wo er in der Kunstszene einige Bekanntschaften machte, insbesondere mit der Künstlergruppe „Cercle et Carré“. In Paris kamen er und Lola auch erstmals mit der Fertigung von Handpuppen und dem Puppenspiel in Berührung. 
Nach dem fünfjährigen Europaaufenthalt wandte er sich der abstrakten Bildhauerei zu. Außerdem gründete er mit Lola eine Puppenfirma. Mit ihren Handpuppen tourten sie nebenbei durch Mexiko. Gemeinsam mit Leopoldo Méndez, Manuel Maples Arce und Fermín Revueltas Sánchez gründete er die Künstlervereinigung Los Estridentistas.
Nach der Trennung von Lola Fuego im Jahre 1936 heiratete Germán María Fernández Galán. Seine 1922 in erster Ehe geborene Tochter Mireya Cueto war ebenfalls eine bekannte Puppenspielerin sowie Schriftstellerin und Dramaturgin.